# Jan Borecký
Jan Borecký (29. července 1828 Břežany u Českého Brodu – 7. června 1911 Little Rock, Arkansas) byl česko-americký novinář, redaktor prvních krajanských periodik v USA, spisovatel, socialista a spolkový činovník. Podílel se organizaci českého krajanského života v USA a mj. na vzniku vůbec druhých krajanských novin vycházejících v USA, Národních Novin vydávaných St. Louis v Missouri.

## Život

### Mládí
Narodil se v Břežanech nedaleko Českého Brodu ve středních Čechách, vyučil se krejčím. V mládí žil v Kovanci u Mladé Boleslavi a pod vlivem zdejšího kazatele Vinařického se zúčastnil revolučních událostí v Rakouském císařství roku 1848 a tzv. Pražského červnového povstání. Po jeho porážce odešel do exilu v saské Žitavě, kde strávil dva roky. Roku 1851 se pak vydal na cestu zpět do Rakouska a došel až do Uher. Roku 1854 se rozhodl Čechy opustit a vycestovat do Spojených států.

### V USA
Po plavbě přes Atlantský oceán dorazil téhož roku do přístavu v New Yorku, a následně se přesunul do Milwaukee ve státě Wisconsin, města s rostoucí českou komunitou, kde se následně usadil. Záhy se začal angažovat v českých krajanských kruzích, jejichž zdejším členem byl tehdy také Vojta Náprstek. Ten zde po neúspěšném pokusu o vytvoření a udržení česko-amerického časopusu začal vydávat německý Milwaukee Flug-Blätter (1852–1855), s jehož vydáváním Borecký asistoval. Roku 1855 se přestěhoval do okresu Manitowoc ve Wisconsinu, nejprve do Frank Creeku, kde provozoval obchod, posléze pak do města Manitowoc. Roku 1856 zde na louce uspořádali možná první větší krajanské setkání Čechoameričanů a byla zde znovu nadnesena otázka česky psaných novin v USA. Roku 1856 se v Milwaukee oženil s Čechoameričankou Annou Šuldovou. Byl stoupencem svobodomyslného hnutí.
Roku 1857 se pak přestěhoval do St. Louis v Missouri. Zde v té době již působila početná česko-americká komunita, reprezentovaná spolkem Česko Slovanská Podpůrná Společnost (ČSPS, anglicky Czech-Slovak Protective Society), do jejíchž aktivit se Borecký zapojil. Významně se podílel na vzniku česky psaného periodika, vydávaného díky ČSPS, pojmenovaného Národní Noviny. Dále se na jejich vzniku podíleli také Hynek Sládek, Jan Bolemil Erben, který přijal roli prvního šéfredaktora či posléze František Mráček. První číslo vyšlo 21. ledna 1860 v St. Louis, o pouhé tři týdny později, než František Kořízek připravil v Racine ve Wisconsinu list s názvem Slowan Amerikánský. Národní Noviny se tak staly druhým česky psaným krajanským periodikem v USA. List se však dostal do problémů s účetnictvím. Erben redigoval celkem 15 čísel. V roli šéfredaktora jej posléze vystřídal Hynek Sládek, krátce list redigoval také Borecký. Další vydávání Národních novin pak přerušily události začínající americké občanské války a samotný list tak de facto zanikl. S Kořízkovým souhlasem se pak redakce Národních Novin sloučila se Slowanem Amerikánským, což dalo vzniknout českým novinám Slávie.
Borecký se jako dobrovolník přihlásil do unionistické armády, ve které během roku 1861 odsloužil celkem čtyři měsíce. Poté se s rodinou odstěhoval zpět do Milwaukee. Zde pak působil jako předseda zdejšího spolku Slovanská lípa a podílel se na založení zdejší české nedělní školy. Roku 1864 pak přesídlil do Chicaga, kde pokračoval v činnosti ve zdejší Slovanské lípě a dalších spolcích, např. spoluzakládal zdejší pěvecký spolek Hlahol. Po obchodních nezdarech se nakrátko opět vrátil do Milwaukee, posléze pak provozoval hostinec a krejčovstvi v Racine ve Wisconsinu.
Roku 1877 se rozhodl přesunout za volnou hospodářskou půdou na americký Středozápad a s rodinou se přestěhoval do Caldwellu v Kansasu, kde vlastnil farmu. Po třech neúrodných letech se následně přesunul do Little Rock v Arkansasu, kde zprvu opět hospodařil na farmě, posléze zde vybudoval a provozoval krejčovskou živnost. Nadále byl novinářsky i publikačně činný, mj. byl autorem historických publikací z dějin české komunity v USA, rovněž byl činný v českoamerickém socialistickém hnutí.

### Úmrtí
Jan Borecký zemřel 7. června roku 1911 v Little Rock ve věku 82 let (někdy chybně uváděn rok 1908).

## Dílo (výběr)
- O svobodomyslnosti
- Dějepis lidu českomoravského ve Spojených státech (1896)